# Ćafa
Ćafa je naselje v Črni gori, ki upravno spada pod občino Podgorica. Po popisu prebivalstva iz leta 1991 je v naselju živelo 70 prebivalcev in leta 2003 116 prebivalcev.

## Demografija
| Pregled števila prebivalstva po letih | Pregled števila prebivalstva po letih | Pregled števila prebivalstva po letih | Pregled števila prebivalstva po letih | Pregled števila prebivalstva po letih | Pregled števila prebivalstva po letih | Pregled števila prebivalstva po letih | Pregled števila prebivalstva po letih | Pregled števila prebivalstva po letih |
| ------------------------------------- | ------------------------------------- | ------------------------------------- | ------------------------------------- | ------------------------------------- | ------------------------------------- | ------------------------------------- | ------------------------------------- | ------------------------------------- |
| 1948                                  | 1953                                  | 1961                                  | 1971                                  | 1981                                  | 1991                                  | 2003                                  | 2011                                  | 2023                                  |
| 145                                   | 146                                   | 142                                   | 115                                   | 92                                    | 70                                    | 116                                   | 102                                   | 94                                    |

Narodnostna sestava prebivalstva po popisu iz leta 2003 je bila naslednja:
- Črnogorci   61 (52,58 %)
- Srbi        40 (34,48 %)
- Romi        12 (10,34 %)
- Muslimani        3 (2,58 %)
- Neznano          0 (0,00 %)